# Lijst van textielfabrikanten
Dit is een lijst van textielfabrikanten. Op deze lijst moet soms dubbel gekeken worden: op familienaam of op persoon.
Met name als een fabriek meerdere generaties in een familie is geweest moet naar de familienaam worden gekeken.

## A
- Familie van Asten
- AaBe (Albert van den Bergh, wollenstoffen- en wollendekenfabrieken, Tilburg)
- ADO Interieurtextiel bv
- Ankersmit (Ankersmit’s Textielfabrieken NV te Deventer)
- Johan van den Acker Textielfabriek BV Gemert

## B
- Familie Blijdenstein
- Baekers en Raymakers, (textielfabrieken, Eindhoven),
- BeKa (Van den Bergh- Krabbendam, wollenstoffenfabriek, Tilburg)
- L.E. v.d. Bergh, (Wollenstoffenfabriek, Tilburg),
- J.A. Blomjous, (Wollenstoffenfabriek, Tilburg),
- J. Brouwers (lakenfabriek, Tilburg).
- Linnenfabrieken van den Briel & Verster, Eindhoven,
- Thomas de Beer (wollenstoffen en wolspinnerij, Tilburg),
- Familie Van Broeck (breigoederenfabriek, Nieuw Namen)
- W. Brands en Zn N.V.  (Wollenstoffenfabriek, Tilburg)

## C
- Familie Carp
- Familie Ten Cate

## D
- De familie Roger De Clerck (Textielbedrijf Beaulieu, Wielsbeke)
- Gebr. Diepen, (Wollenstoffenfabriek, Tilburg),
- J.L. Donders, (Wollenstoffenfabrieken, Tilburg),
- Martinus Cornelis van Dooren (lakenfabriek, Tilburg),
- Pieter van Dooren (lakenfabriek, Tilburg),
- Van Dooren & Dams (lakenfabriek, Tilburg),
- George Dröge, (Wollenstoffenfabrieken, Tilburg),
- Linnenfabrieken E.J.F. van Dissel, Eindhoven

## E
- Familie Eijsbouts
- H.F.C. Enneking (wollenstoffenfabriek, Tilburg)
- Elias (Lakenfabriek, Tilburg)
- H. Eras & zn. (wollenstoffenfabriek, Tilburg)
- J.Elias Textielfabrieken, Eindhoven
- Euro Group Holding (Arzoni, Arzoni Tailors, UDC Corporate Fashion, Euro Workwear Group)

## F
- Familie Fentener van Vlissingen
- Familie Swinkels: Helmond, Geldrop en Bree (België)

## H
- Familie Van Heek
- Gerrit Jan van Heek
- Helmich van Heek
- Hendrik Jan van Heek
- Jan Herman van Heek
- Jan Bernard van Heek
- Familie Ter Horst (juteindustrie, Rijssen)
- Eindhovense katoenmij Ign. de Haes, Eindhoven
- Hegri International (Familie Hetterscheid)
- Huijskes (Stoomweverij De Tuunte), Winterswijk

## J
- Familie Jannink,
- Janssens de Horion, (Wollenstoffenfabriek, Tilburg),
- Jansen en Bierens ‘De Regenboog’ (Stoomververij en chemische wasserij, Tilburg),
- Jansen van Buren (Wollenstoffenfabriek, Tilburg),
- Gebrs. Janssens (wollenstoffenfabriek, Tilburg)
- Jurgens textielindustrie (Tilburg).

## K
- familie van de Kimmenade
- Louis van Kimmenade
- Familie Ter Kuile
- G.J. Kerssemakers, Linnenweverij (Eindhoven)

## L
- Abraham Ledeboer
- Libeco: Linnenweverij in Meulebeke (België)
- Herman van Lochem
- E. Lombarts & Zonen: Wollenstoffenfabriek in Tilburg
- Lombarts, P: Wollenstoffenfabriek in Tilburg

## M
- Meijerink en Zonen, Winterswijk
- Mi-Lock Sokkenfabriek, Lockefeer Hulst
- C. Mommers & Co (Wollenstoffenfabriek, Tilburg),
- A & N  Mutsaerts (Wollenstoffenfabriek, Tilburg).

## O
- Optima Textiles b.v. Wanroij (technisch textiel, alle soorten textiel)

## P
- M.M. Poppers, (De Hazewind) Winterswijk

## R
- Familie Raymakers (Koninklijke Textielfabrieken Helmond)

## S
- Salomon Jacob Spanjaard
- Robert Steadman
- Familie Stroink
- B.T. Straeter, (Wollenstoffenfabriek, Tilburg),
- F.M. Straeter textielmaatschappij ‘De Zomermolen”  (kamgarens, Tilburg),
- Swagemakers- Caesar (Wollenstoffenfabriek, Tilburg),
- Swagemakers- Bogaerts (strijkgaren- en kamgarenspinnerij, Tilburg).

## T
- Familie van Thiel
- Pavel Tretjakov

## W
- familie Willink, Winterswijk:
  - Gerrit Jan Willink, (Tricotfabriek)
  - Hendrik Willink, (Blijdenstein-Willink)
  - Jan Willink, (J. Willink en Paschen, De Batavier)
- Piet de Wit
- Werkers - Lockefeer kantwerken  Nieuw Namen

## Z
- Familie Zwartz